# Intel 80486

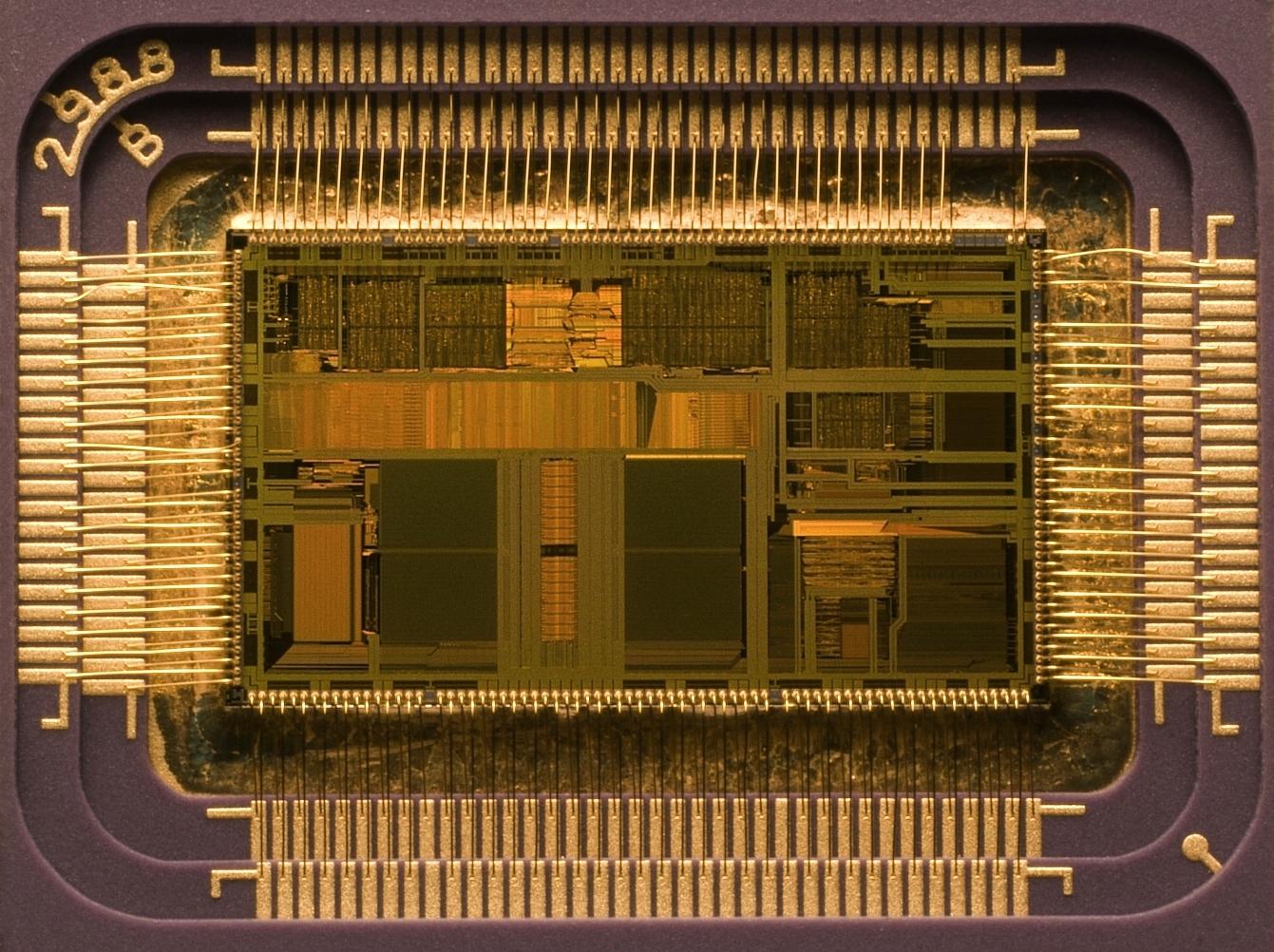
O DIE exposto de um 486DX2.

A arquitetura de um 486DX2 (em inglês).

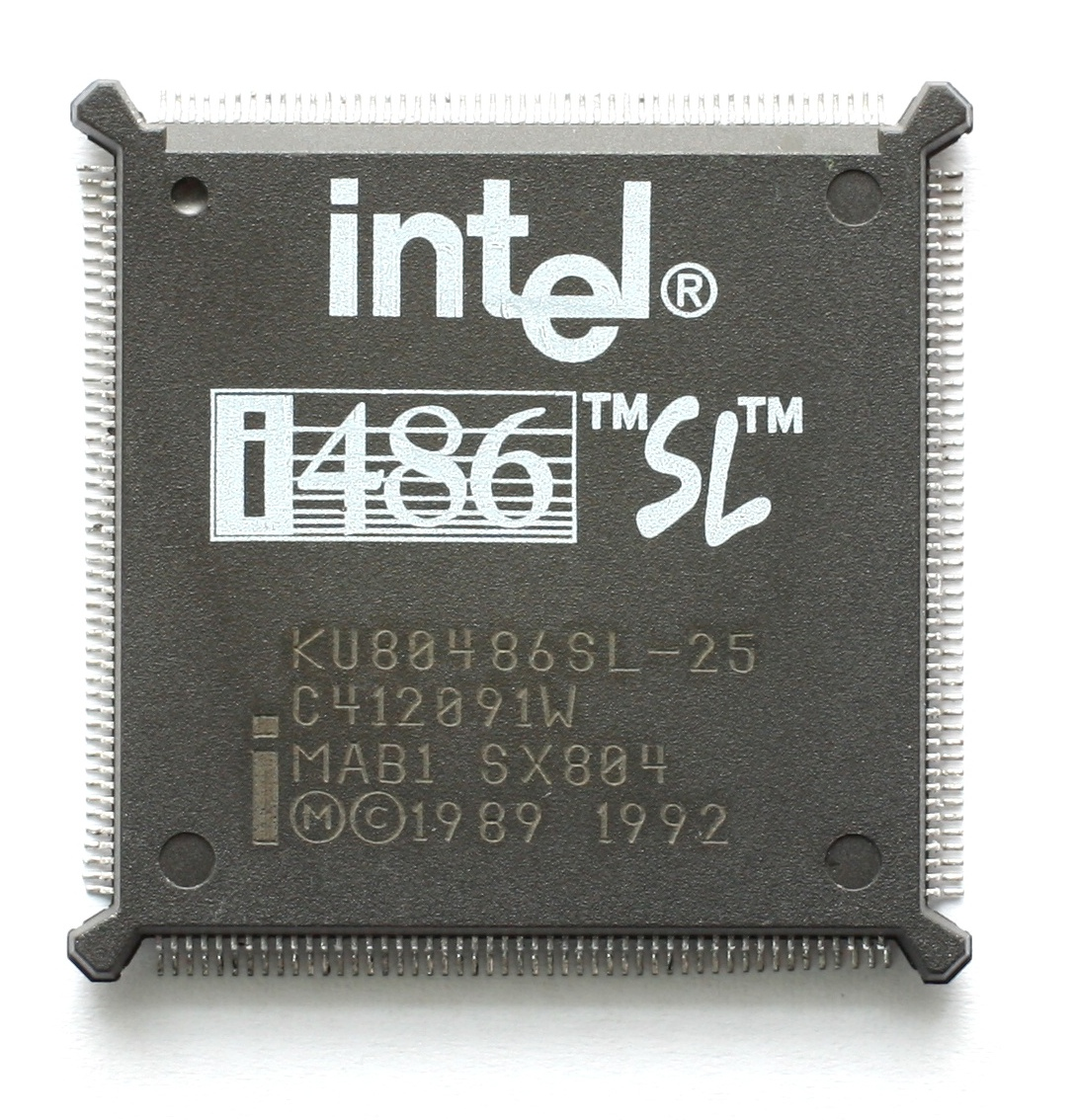
Foto de um microprocessador 486 SL.

Os Intel i486 (também chamados 486 ou 80486) são uma família de microprocessadores CISC da Intel que fazem parte da família de processadores x86. Seu predecessor foi o processador 386. Foi nomeado sem o prefixo usual "80" porque uma corte de justiça vetou a patente de um simples número (como 80486) e então a Intel abandonou completamente a nomeação baseada somente em números a partir do seu sucessor, o processador Pentium.
Do ponto de vista do software, o conjunto de instruções da família 486 é similar ao do seu predecessor, com a adição de umas poucas instruções extras.
Entretanto, do ponto de vista do hardware, a arquitetura do i486 é um grande avanço. Ele vem com um cache de dados e instruções no chip, uma unidade de ponto flutuante (FPU) adicional, pela primeira vez dentro do chip (os modelos DX), e uma unidade de interface de barramento aprimorada. Em adição a isso, o núcleo do processador pode sustentar a taxa de execução de uma instrução por ciclo de clock. Esses avanços dobraram o desempenho bruto em relação a um 386 de mesmo clock.
Uma versão de 25 MHz foi introduzida em abril de 1989, uma de 33 MHz em maio de 1990 e uma de 50 MHz em junho de 1991.

## As diferenças entre os 386 e os 486
- Memória cache de dados e instruções - O processador original incluía uma memória estática SRAM de 8 Kbytes incluídos no núcleo do processador e projetado para armazenar as instruções e dados mais utilizadas pelo processador. Essa memória era dividida em duas partes de 4 Kbytes cada, a primeira reservada para o armazenamento de instruções, e a segunda para os dados. O 486DX4 possui o dobro do cache do 486 original, com 16 kbyes, sendo 8 Kbytes reservados para as instruções e 8 kbytes para os dados. A memória estática (cache) já era usado pelo seu antecessor, o 386, porém essa era externa ao processador, instalada em circuitos na placa mãe. Por isso, foi criada uma designação para diferenciar a memória cache. O cache interno ao processador passou a se chamar cache de nível 1, ou L1 e o cache externo, passou a se chamar de nível 2 ou L2. Esta diferenciação ainda existe hoje, porém atualmente, os níveis do cache são totalmente internos ao processador, diferenciando-se apenas do quão intimamente esses níveis se comunicam com o núcleo do processador.
- Pipelining - Permite ao processador fazer os processos de Localizar-Buscar-Executar em cada ciclo por pulso de clock. O pipeline executa o passo da informação prévia de dois ciclos por pulso de clock. O Localizar alimentaria a seguinte busca, o Buscar alimentaria a seguinte Executa. Os 386 tem a necessidade de executar cada etapa separada.
- Melhorias ao desempenho da Unidade de Gerenciamento de Memória (MMU).
- FPU integrado (DX somente) - Acelerava os calculos das funções matemáticas.
- Multiplicação de Clock - importante inovação que permitiu que os processadores operassem internamente a uma velocidade maior do que a velocidade da placa mãe. A Intel havia lançado versões do 486 rodando a 25, 33 e 40 MHz, porém, criou-se uma barreira, pois não havia na época circuitos de apoio capazes de trabalhar a mais de 40 MHz. A Intel chegou a lançar um processador 486DX de 50 MHz, que foi um grande fiasco, pois os sistemas baseados nesse processador eram muito instáveis e não operavam confiavelmente. Para solucionar o problema, foi criado o recurso de Multiplicação de Clock, através do qual o processador opera internamente a uma velocidade maior do que a da placa mãe. Foram lançados então os processadores 486DX2 (que trabalham ao dobro da frequência da placa mãe) de 50 e 66 MHz e logo depois os 486DX4 (que trabalham ao triplo da frequência da placa mãe) de 75 e 100 MHz.

Assim como os 386DX da geração anterior, os 486 da Intel possuem um barramento de dados de 32 bits e um barramento de endereços de 32 bits. Isto requer quatro módulos SIMM de 30 pinos combinados ou um módulo SIMM de 72 pinos. O barramento de endereços de 32 bit possibilita o processador acessar diretamente 4 Gigabytes de memória RAM.
O gerente de projeto para os i486 foi Pat Gelsinger.

## Modelos
Há diversos sufixos e variantes incluindo:
- Intel 80486 - O microprocessador original.
- Intel 80486SX - É um i486DX com processador de ponto flutuante desativado ou inexistente. As primeiras variantes eram DX com a FPU (defeituosa) desabilitada, permitindo a INTEL reaproveitar estes processadores e vendê-los como 486SX. As versões posteriores, contudo, tiveram o FPU removido do DIE propositalmente, o que na realidade aumentava sensivelmente o custo de produção, mas permitia a INTEL oferecer uma alternativa mais acessível ao mercado (capaz de concorrer com processadores mais baratos produzidos pela AMD e Cyrix) sem alterar as elevadas margens obtidas com a venda do i486DX.
- Intel 80486DX - O processador original, com a unidade de ponto flutuante presente, após a introdução da família SX, passou a usar o prefixo DX para diferenciá-las.
- Intel 80486DX2 - O clock do processador é o dobro do clock do barramento externo.
- Intel 80486SX2 - É o mesmo i486DX2 com o FPU desabilitado.
- Intel 80486SL - Um i486DX com circuito otimizado para baixo consumo. Usado principalmente em computadores portáteis.
- Intel 80486SL-80486SL-NM - i486DX otimizado para circuitos de baixo consumo. O sufixo realçado de SL denotando um i486 com os circuitos especiais de baixo consumo similares a àqueles dos processadores i486SL.
- Intel 80487 - i486DX com a pinagem ligeiramente diferente para o uso em sistemas i486SX como FPU.
- Intel 80486 OverDrive - i486SX, i486SX2, i486DX2 ou i486DX4. Processadores de atualização, esses modelos possuem a pinagem e a tensão diferentes para se adaptarem as placas-mãe que não suportariam os processadores normais de mesmo nome.
- Intel 80486DX4 - Projetado para funcionar com o triplo da velocidade do clock do barramento externo, sendo que nesta versão houve as versões de 75 MHz (para placas de 25 MHz) e 100 MHz (placas de 33 MHz). Ao contrário do que a nomenclatura que a Intel escolheu pode sugerir, o multiplicador desses processadores é 3.

As taxas de clock internas incluíram 16, 20, 25, 33, 50, 66, 75 e 100 MHz. Os DX2 de 66 MHz eram os 486 refinados mais difundidos enquanto as mais poderosas tais como os OverDrive e o DX4 foram pouco usados em favor do sucessor Pentium, quando os preços deste último já tinham caído consideravelmente a partir de meados dos anos 1990.

## Alternativas ao Processador
Processadores compatíveis foram produzidos por outras companhias tais como a IBM, a Texas Instruments, a AMD, a Cyrix e a Chips and Technologies. Alguns são cópias quase exatas nas especificações e no desempenho, outros não. Os 486, entretanto, foram cobertos por muitas patentes do 386 da Intel e só algumas eram das suas próprias. Intel e a IBM possuem licenças cruzadas destas patentes e para a AMD foi concedido os direitos às patentes relevantes num estabelecimento de leis em 1995 entre as companhias.
A AMD foi a maior responsável por dar maior sobrevida à arquitetura, lançando processadores compatíveis com o i486 cada vez mais rápidos, sendo que Am586 133 era quase tão veloz quanto um processador Pentium de 75 MHz nas operações com números inteiros. A AMD e a Texas Instruments chegaram a fabricar uma versão de 80 MHz do 486DX2 e uma versão de 120 MHz do 486DX4. Ambos rodavam em placas mãe funcionando a uma velocidade de 40 MHz, sendo que a Intel nunca chegou a apresentar um processador compatível com esta velocidade.

## Plataforma
Considerando a plataforma, os sistemas baseados no 486 primeiro foram equipados somente com slots 16 bits e 8 bits do  Industry Standard Architecture (ISA). Algumas placas-mãe combinavam o ISA com um barramento de alta velocidade, o VESA local bus (VLB), primeiramente para placas de vídeo e controladoras das partes periféricas (portas seriais, disco rígido, joystick, disquete). Antes algumas placas-mãe vieram equipadas com a versão 32 bits do padrão ISA: EISA. Este padrão foi suplantado pelo VESA Local Bus, e em seguida pelo Peripheral Component Interconnect (PCI). As últimas versões de placas vinham equipados com slots ISA e PCI, e às vezes, com o VLB (sabido que o desempenho era sofrível nessa configuração). A velocidade do barramento era determinada por circuitos multiplicadores para o ISA (que operavam tipicamente a 8 MHz), mas o clock do PCI e do VLB eram iguais ao clock externo do 486.
Mais tarde as placas de 486 suportaram também o "Ligar e Usar", do inglês: Plug and Play (PnP), uma tecnologia desenvolvida pela Microsoft, que começou como uma parte do Windows 95 e é projetada para facilitar a instalação de componentes e periféricos.
Após a popularização do padrão "Plug and Play", o VESA Local Bus foi totalmente substituído pelo PCI, que também operava a 32 bits na mesma velocidade do clock externo do processador, porém suportava o novo padrão, além de outras inovações tecnológicas como o "bus mastering".

## Ligações Externas
- Intel 486
- Conjunto de instruções do processador 486